# 威廉雅劳
拿督威廉雅劳（1951年7月22日—2025年1月20日），马来西亚政治人物，无党籍，曾经为砂拉越州鲁勃安都区国会议员。曾经为国阵砂人民党，以及砂拉越全民团结党。

## 生平
威廉雅劳自1973年开始担任公务员，2008年至2018年期间担任两届鲁勃安都国会议员。2018年，鲁勃安都原任国会议员威廉雅劳以“违反党利益”为由遭到开除；随着这项宣布，已不能在国阵旗帜下守土。2019年3月7日，前鲁勃安都区国会议员威廉雅劳加入砂拉越全民团结党。2022年，威廉雅劳退出砂拉越全民团结党。

## 逝世
2025年1月20日，威廉雅劳因心脏衰竭逝世，享年74岁。